# چارلی چابک
چارلی چابک (به انگلیسی: Fast Charlie) یک فیلم اکشن و انتقام‌جویانه آمریکایی محصول سال ۲۰۲۳ به کارگردانی فیلیپ نویس و نویسندگی ریچارد ونک است که بر اساس رمان میمون‌های تفنگ اثر ویکتور گیشلر در سال ۲۰۰۱ ساخته شده است. پیرس برازنان، جیمز کان (در آخرین بازیگری‌اش) و مورنا باکارین در این فیلم بازی می‌کنند.
این فیلم برای اولین بار در جشنواره فیلم در ۷ اکتبر ۲۰۲۳ به نمایش درآمد. این فیلم در ۸ دسامبر ۲۰۲۳ در سینماها و ویدیوهای منتخب اکران شد.

## داستان
برای بیست سال، چارلی سوئیفت (با بازی برازنان) یک کارچاق‌کن و قاتل یک رئیس اوباش به نام استن بوده است. پس از اینکه یک رئیس رقیب به استن و خدمه‌اش ضربه وارد می‌کند، چارلی تنها بازمانده است. چارلی تصمیم می‌گیرد انتقام دوستش را بگیرد و با ماری، (با بازی باکارین) همسر سابق یک اوباش که او کشته است، همکاری می‌کند.

## تولید
در ژوئن ۲۰۰۹، رمان میمون‌های تفنگ اثر ویکتور گیشلر در سال ۲۰۰۱ برای اقتباس سینمایی انتخاب شد، با نوشتن فیلمنامه لی گلدبرگ و کارگردانی ریوهی کیتامورا. در ۲۸ اکتبر ۲۰۲، با کارگردانی فیلیپ نویس و پیرس برازنان به عنوان ستاره اعلام شد. در مارس ۲۰۲۲، جیمز کان و مورنا باکارین به بازیگران پیوستند. فیلمبرداری در آوریل ۲۰۲۲ در نیواورلئان آغاز شد.

## بازخوردها
در وبگاه جمع‌آوری نقد راتن تومیتوز از ۲۴ نقد منتقد، با میانگین امتیاز ۶٫۸ از ۱۰ مثبت است.